# آهلند (تگزاس)
آهلند، تگزاس(به انگلیسی: Uhland, Texas) شهری در محدوده شهرستان‌های کالدول و هیز ایالت تگزاس از ایالات جنوبی ایالات متحده آمریکا است. در سرشماری سال ۲۰۰۰، جمعیت این شهر ۳۸۶ نفر اعلام شد.